# جورج الثاني ملك اليونان
جورج الثاني (باليونانية:  Γεώργιος Βʹ, Βασιλεὺς τῶν Ἑλλήνων)‏ ‏(19 يوليو 1890 -1 أبريل 1947) ملك اليونان للمرة الأولى في 27 سبتمبر 1922-25 مارس 1924 خلفا لأخيه الملك ألكسندر الأول وللمرة الثانية في 3 نوفمبر 1935-1 أبريل 1947 وخلفه أخيه الملك بول.
ولد جورج في أثينا، وهو الابن الأكبر للملك قسطنطين الأول وشقيق كلا من الملك ألكسندر الأول والملك بول وعم الملكة صوفيا ملكة إسبانيا والملك قسطنطين الثاني.
في سن الثامنة عشر، أرسله والده إلى ألمانيا لينشأ نشأة عسكرية. اشترك في حرب البلقان ضمن قوات المشاة اليونانية. أصبح جورج عند اغتيال جده في عام 1913، وليًا للعهد وكذلك دوق سبارتا.
خلال الحرب العالمية الأولى وبعد انقلاب عسكري، أجبر الملك قسطنطين الأول على التنازل عن عرشه ونفي هو وولي عهده الأمير جورج في عام 1917 أثناء فترة الانقسام الوطني؛ حيث تم تنصيب شقيقه ألكسندر بدعم من رئيس الوزراء إلفثيريوس فينيزيلوس.
في عام 1920، عندما توفي ألكسندر بسبب عضة قرد، وخسارة فينيزيلوس للانتخابات، تم الاستفتاء على عودة الملك قسطنطين للعرش. اشترك ولي العهد الأمير جورج بعد ذلك في الحرب ضد تركيا. وخلال هذه الفترة، تزوج من الأميرة إليزابيث ابنة عمه فرديناند الأول ملك رومانيا في 27 فبراير 1921 في بوخارست. أجبرت هزيمة الجيش على يد الأتراك في معركة دوملوبونار، الملك قسطنطين على التنازل عن عرشه مرة أخرى. هذه المرة، اعتلى جورج عرش اليونان في 27 سبتمبر 1922.
عقب محاولة انقلاب في أكتوبر 1923، طلبت منه مجلس الانقلابيين أن يغادر اليونان. امتثل جورج للطلب، لكنه رفض أن يتنازل عن عرشه. وفي 19 ديسمبر 1923، غادر إلى منفاه في رومانيا. في 25 مارس 1924، أعلنت الجمهورية اليونانية الثانية، وتم خلع جورج رسميًا عن عرشه، وتجريده من جنسيته اليونانية ومصادرة ممتلكاته. بقيت زوجته في بوخارست، وأمضى جورج معظم وقته في بريطانيا وعند أمه في فلورنسا. وفي عام 1932، غادر رومانيا بشكل دائم، وانتقل إلى بريطانيا. لم ينجب جورج من زوجته إليزابيث، وتم الطلاق في 6 يوليو 1935.
خلال حكم الجمهورية اليونانية الثانية، كان هناك حالة من عدم الاستقرار، شهدت 23 حكومة و13 انقلاب عسكري. عند الأطاحة بالحكومة في أكتوبر 1935، عين جورجيوس كونديليس نفسه رئيسًا للوزراء، وأعلن أنه سيجري استفتاء على وضع نهاية للجمهورية. وفي 3 نوفمبر 1935، أيدت أكثر من 95 ٪ من الأصوات عودة النظام الملكي.
عاد جورج من لندن إلى اليونان في 25 نوفمبر. وأجريت انتخابات جديدة في يناير 1936، مما أسفر عن سيطرة الشيوعيين (الذين كانوا ضد النظام الملكي) على البرلمان. حدثت سلسلة من الوفيات المريبة بين السياسيين المعروفين (بما في ذلك كونديليس)، فضلاً عن عدم استقرار الحالة السياسية، وأدت إلى وصول ايوانيس متاكساس إلى السلطة. وفي 4 أغسطس 1936، أسس ميتاكاس نظامًا دكتاتوريًا، اشتهر باسم «نظام الرابع من أغسطس»، أعلن فيه حل البرلمان، حظر الأحزاب السياسية، وألغى الدستور. شهد حكم الملك ورئيس وزرائه ميتاكاس، اعتقال المعارضين السياسيين وفرض رقابة صارمة. شملت قائمة الكتب المحظورة خلال تلك الفترة أعمال أفلاطون وثوكيديدس وزينوفون.
مع بداية الحرب العالمية الثانية، وبالرغم من العلاقات الاقتصادية القوية بين اليونان وألمانيا النازية، كان من المعروف أن الملك جورج لديه مشاعر موالية لبريطانيا. وفي 28 أكتوبر 1940، رفض ميتاكاس إنذارا إيطاليًا يطالب بتمركز القوات الإيطالية في اليونان، فغزت إيطاليا اليونان، لتبدء الحرب اليونانية الإيطالية. كان دفاع اليوناني ناجحًا، واستطاعت اليونان احتلال النصف الجنوبي من ألبانيا. ولكن بعد غزو الألمان لبلغاريا في 6 أبريل 1941، هُزمت القوات اليونانية والبريطانية، واحتلت اليونان. في 23 أبريل، فر الملك والحكومة إلى كريت. ولكن بعد معركة كريت، انتقل إلى مصر، ومنها مرة أخرى إلى منفاه في بريطانيا العظمى، بناء على طلب من الملك فاروق الأول الموالي لإيطاليا.
خلال الحرب في اليونان المحتلة، شكّل اليساريون جبهة التحرير الوطنية، والتي كانت أكبر حركة مقاومة يونانية، وتمتعت بتأييد شعبي كبير. ومع اقتراب التحرير، ازداد الجدل حول عودة الملك. على الرغم تملص الملك من نظام ميتاكاس، إلا أن القسم الأكبر من الشعب رفض عودته لدعمه السابق للديكتاتورية.
في مايو 1944، تم الاتفاق في «مؤتمر لبنان» على أن مصير النظام الملكي سيتقرر في استفتاء شعبي. وبضغط من الحلفاء، اضطر جورج لتعيين المطران داماسكينوس وصيًا على العرش في يناير 1945. عين داماسكينوس على الفور حكومة هيمن عليها الحزب الجمهوري. رحل جورج إلى لندن مريضًا منفيًا مسلوب القوى، مستأجرًا منزل ليقيم فيه مع عشيقته.
في الانتخابات التشريعية اليونانية لعام 1946، فاز أنصار الملكية بأغلبية واضحة، وأجري استفتاء حول عودة النظام الملكي. أعلنت النتائج عن نسبة 69 ٪ لصالح عودة الملك ونسبة إقبال 90 ٪. أشعلت النتائج الحرب الأهلية اليونانية بين الشيوعيين وأنصار الملكية. وفي 26 سبتمبر 1946، عاد جورج إلى اليونان ليجد قصوره الملكية قد نهبت، وبلاده تواجه الانهيار الاقتصادي وعدم الاستقرار السياسي.
مات جورج الثاني في 1 أبريل 1947 نتيجة إصابته بتصلب الشرايين في أثينا. وعندما أعلن الخبر، ظن البعض أنها كذبة إبريل. وقد خلفه شقيقه بول. من أشهر أقوال الملك جورج الثاني ملك اليونان:
| جورج الثاني ملك اليونان | إن أهم أغراض ملك اليونان هي حقيبة ملابسه. | جورج الثاني ملك اليونان |

.

## روابط خارجية
- جورج الثاني ملك اليونان على موقع الموسوعة البريطانية (الإنجليزية)
- جورج الثاني ملك اليونان على موقع مونزينجر (الألمانية)
- جورج الثاني ملك اليونان على موقع إن إن دي بي (الإنجليزية)
- جورج الثاني ملك اليونان على موقع أوليمبيديا (الإنجليزية)